# Ratenice
Ratenice (en allemand : Ratenitz) est une commune du district de Kolín, dans la région de Bohême-Centrale, en République tchèque. Sa population s'élevait à 621 habitants en 2020.

## Géographie
Ratenice se trouve à 2,2 km à l'est du centre de Pečky, à 12 km au nord-ouest de Kolín et à 24 km au sud-est du centre de Prague.
La commune est limitée par Vrbová Lhota au nord et à l'est, par Cerhenice à l'est, par Dobřichov au sud et à l'ouest.

## Histoire
La première mention écrite de la localité date de 1252.

## Transports
Par la route, Ratenice se trouve à 2,5 km de Pečky, à 16 km de Kolín et à 54 km de Prague.